# 正躬王
正躬王（まさみおう、延暦18年（799年） - 貞観5年5月1日（863年5月22日））は、平安時代初期から前期にかけての皇族。桓武天皇の孫で、二品・万多親王の七男。官位は正四位下・参議。

## 経歴
幼くして聡明であり、大学で学び、史漢を読解し属文を得意とした。弘仁7年（816年）18歳で文章生の試験に及第。天長6年（829年）二世王の蔭位により无位から従四位下に直叙される。淳和朝では侍従・弾正大弼、仁明朝では刑部大輔・右京大夫と淳和朝から仁明朝初頭にかけて京官を歴任する。承和6年（839年）丹波守に任ぜられ地方官に転じるが、国司として清廉でおおらかであるとして賞賛され、国内は粛然とし民衆は敢えて欺くようなことはなかったという。
承和7年（840年）参議として公卿に列す。承和9年（842年）従四位上に昇叙して左大弁を兼ねる。同年7月に発生した承和の変では右大弁・和気真綱とともに橘逸勢と伴健岑に対して謀反の訊問や、皇太子を廃された恒貞親王の内裏から淳和院への送迎などを務めている。またこの間、山城国の校田使長官や班田使長官、あるいは大和守・遠江守・讃岐守に任ぜられるなど地方官も歴任している。
承和12年（845年）法隆寺の僧侶・善愷が少納言・登美直名に不正があると訴えた。裁判を扱う弁官は左大弁・正躬王以下6人で右少弁・伴善男も含まれていた。正躬王ら5人の弁官はこの訴状を受理したが、伴善男が僧侶が法体のまま訴訟を起こす事は僧尼令に違反しており、訴状を受理することは違法であると反対した。正躬王ら5人の弁官は僧尼令の該当する条項が過去において実際に適用された事がないことを理由に審理をはじめようとするが、善男は違法の訴えを許したと正躬王らを告発した。法理論争となり、明法博士・讃岐永直らが訴状を鑑定して裁定することになり、結果訴状の受理は違法とされた。翌承和13年（846年）正躬王は贖銅10斤を課された上に、他の4人の弁官とともに解官され、さらに承和14年（847年）位記を破毀された（善愷訴訟事件）。
嘉祥元年（848年）位階を以前から1等降格した上で従四位下に再叙され、嘉祥3年（850年）治部卿に任ぜられる。文徳朝では仁寿元年（851年）従四位上、斉衡2年（855年）正四位下と昇進する。同年大宰大弐に任ぜられ、6年間任地に在官して貞観2年（860年）に帰京。
貞観3年（861年）参議に任ぜられて15年振りに公卿に復し、弾正大弼を兼ねる。貞観4年（862年）子息12名及び既に亡くなっていた兄の正行王と雄風王の子息17名に平朝臣姓の賜姓を上表し許されている。貞観5年（863年）刑部卿と越前権守を兼ねるが、同年5月1日卒去。享年65。最終官位は参議刑部卿正四位下兼行越前権守。

## 官歴
注記のないものは『六国史』による。
- 弘仁7年（816年） 文章生
- 天長6年（829年） 正月7日：従四位下（直叙）
- 天長8年（831年） 11月1日：侍従[6]
- 天長9年（832年） 11月7日：弾正大弼[6]
- 天長10年（833年） 5月10日：刑部大輔[6]
- 天長11年（834年） 日付不詳：右京大夫[6]
- 承和6年（839年） 正月11日：丹波守
- 承和7年（840年） 8月8日：参議
- 承和8年（841年） 正月13日：大和守
- 承和9年（842年） 正月7日：従四位上[6]。正月13日：左大弁。
- 承和10年（843年） 11月16日：山城国校田使長官
- 承和11年（844年） 5月17日：兼遠江守。10月3日：山城国班田使長官
- 承和12年（845年） 正月11日：兼讃岐守
- 承和13年（846年） 正月13日：解左大弁[6]。11月6日：官位剥奪[6]
- 承和14年（847年） 5月27日：位記破毀
- 嘉祥元年（848年） 12月25日：従四位下
- 嘉祥3年（850年） 正月17日：治部卿[6]。3月22日：山作司（仁明天皇崩御）
- 嘉祥4年（851年） 4月1日：次侍従、出居侍從。11月6日：従四位上
- 仁寿3年（853年） 正月16日：丹波守
- 斉衡2年（855年） 正月7日：正四位下。正月15日：大宰大弐
- 貞観3年（861年） 正月13日：参議。2月16日：兼弾正大弼
- 貞観5年（863年） 2月1日：兼刑部卿越前権守。5月1日：卒去（参議刑部卿正四位下兼行越前権守）

## 系譜
- 父：万多親王[1]
- 母：不詳
- 生母不詳の子女
  - 男子：平住世[5]
  - 男子：平継世[5]
  - 男子：平基世[5]
  - 男子：平家世[5]
  - 男子：平益世[5]
  - 男子：平助世[5]
  - 男子：平是世[5]
  - 男子：平経世[5]
  - 男子：平並世[5]
  - 男子：平尚世[5]
  - 男子：平行世[5]
  - 男子：平保世[5]
  - 女子：光孝天皇後宮